# Supercopa de España femenina de fútbol sala 2016
La Supercopa de España de Fútbol Sala 2016 fue la XIV edición del torneo. Se disputó a doble partido en España en agosto y septiembre de 2016. Esta edición de la Supercopa enfrentó el campeón de Liga de la temporada 2015/16, el Burela Pescados Rubén, y el campeón de la Copa de España de la misma temporada, el Atlético Madrid Navalcarnero.

## Partidos

### Participantes
| Burela Pescados Rubén        |  | Bandera de Galicia                |  | Campeón de la Primera División de fútbol sala femenino (2015-16) |
| Atlético Madrid Navalcarnero |  | Bandera de la Comunidad de Madrid |  | Campeón de la Copa de España de fútbol sala femenino (2015-16)   |